# Cizay-la-Madeleine
Cizay-la-Madeleine ist eine französische Gemeinde mit 473 Einwohnern (Stand: 1. Januar 2022) im Département Maine-et-Loire in der Region Pays de la Loire. Die Gemeinde gehört zum Arrondissement Saumur und zum Kanton Doué-en-Anjou. Die Einwohner werden Cizéens genannt.

## Lage
Cizay-la-Madeleine liegt etwa zwölf Kilometer südwestlich von Saumur. Umgeben wird Cizay-la-Madeleine von den Nachbargemeinden Doué-en-Anjou im Norden und Westen, Les Ulmes im Norden und Nordosten, Courchamps und Le Coudray-Macouard im Osten, Montreuil-Bellay im Südosten, Vaudelnay im Süden sowie Brossay im Südwesten.

## Bevölkerungsentwicklung
| Jahr                       | 1962 | 1968 | 1975 | 1982 | 1990 | 1999 | 2006 | 2018 |
| Einwohner                  | 467  | 445  | 406  | 400  | 400  | 412  | 431  | 469  |
| Quellen: Cassini und INSEE |      |      |      |      |      |      |      |      |

## Sehenswürdigkeiten
- Kirche Saint-Denis, seit 1972 Monument historique
- Klosterruine von Asnière aus dem 13. Jahrhundert, seit 1909 Monument historique
- Prioratskirche von Beuil-Bellay, seit 1963 Monument historique
- Prioratskirche von La Madeleine, seit 1984 Monument historique
- Festung Épinatas, Monument historique seit 1973

Siehe auch: Liste der Monuments historiques in Cizay-la-Madeleine

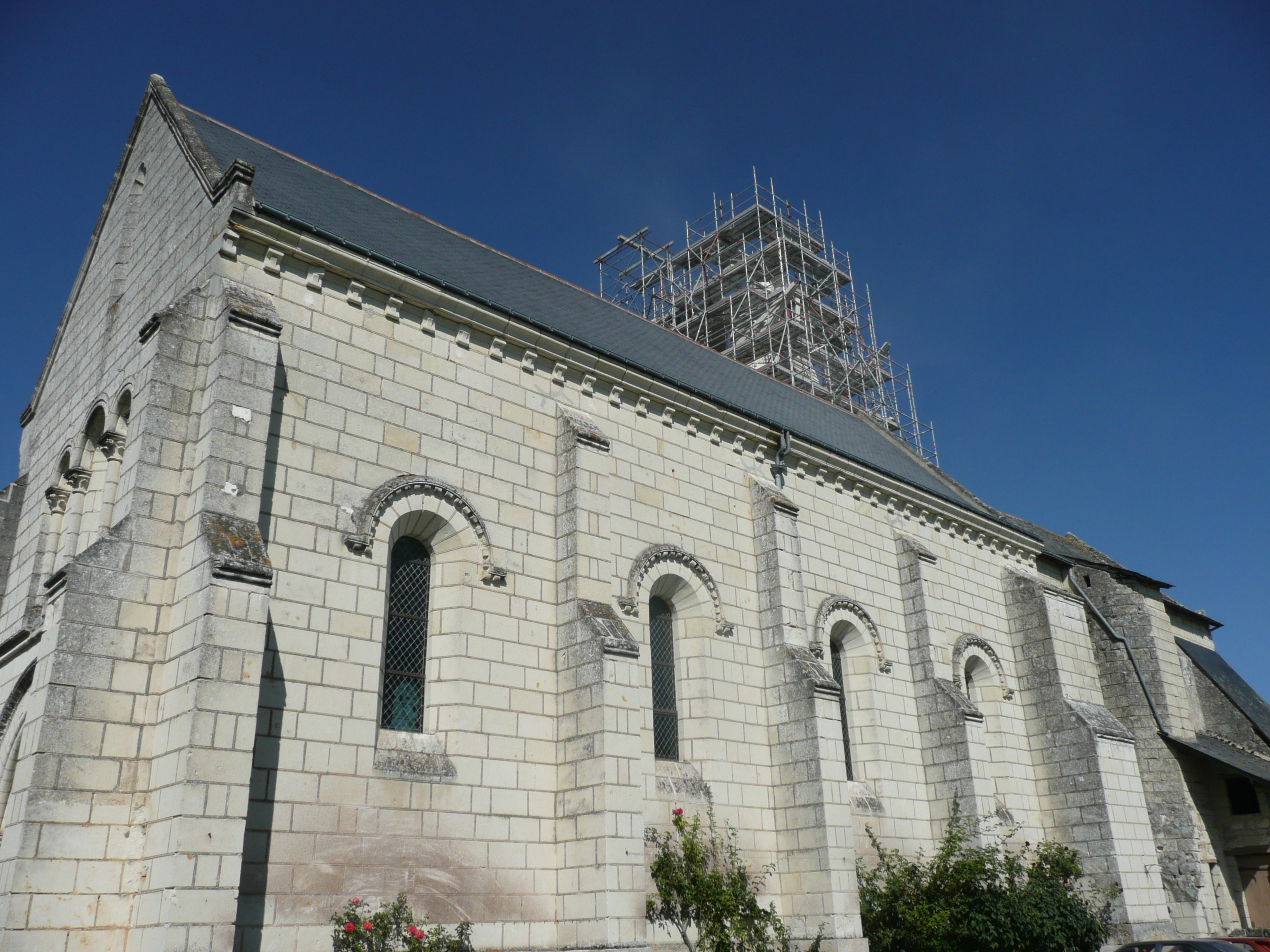
Kirche Saint-Denis
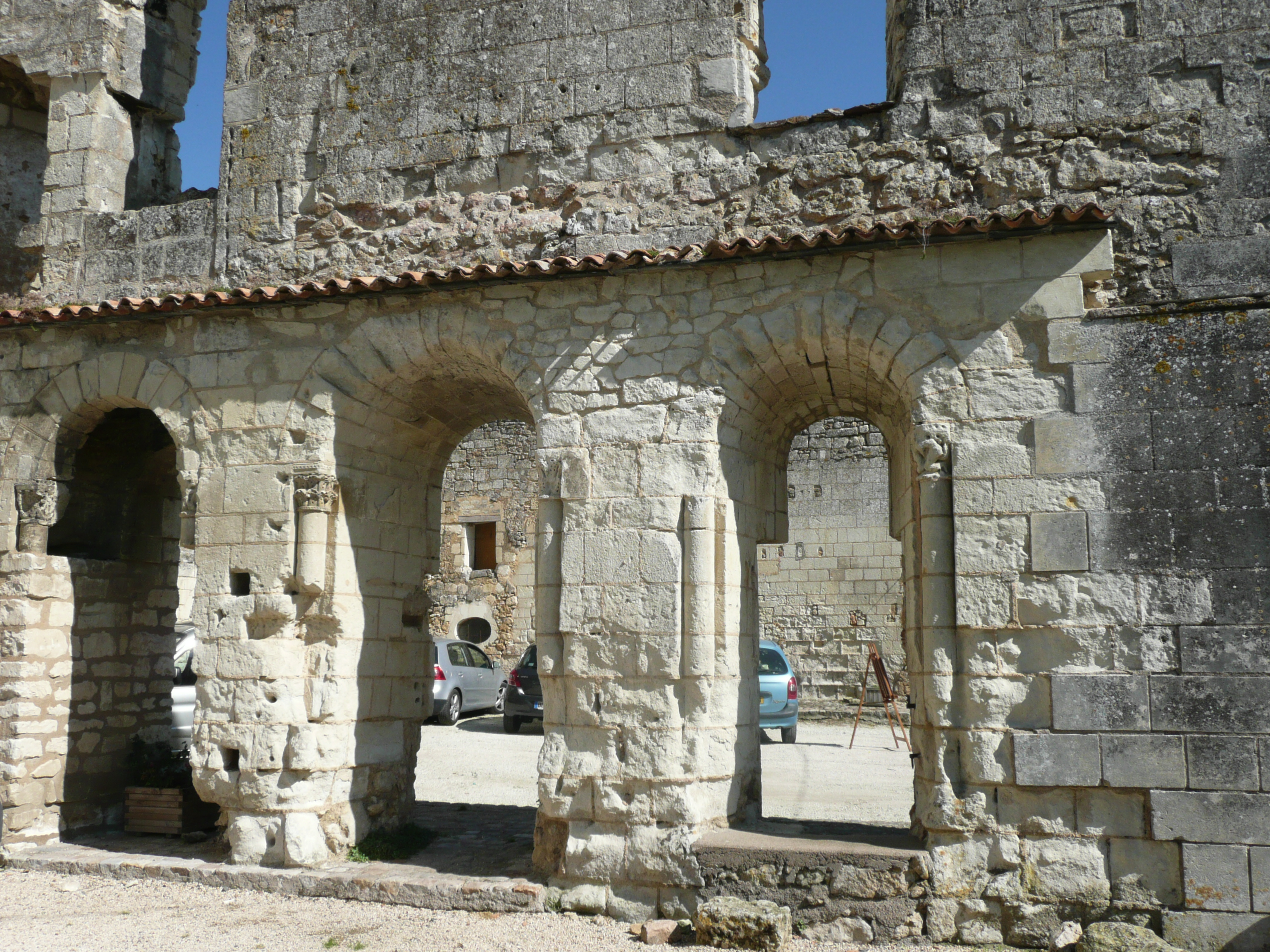
Klosterruine von Asnière
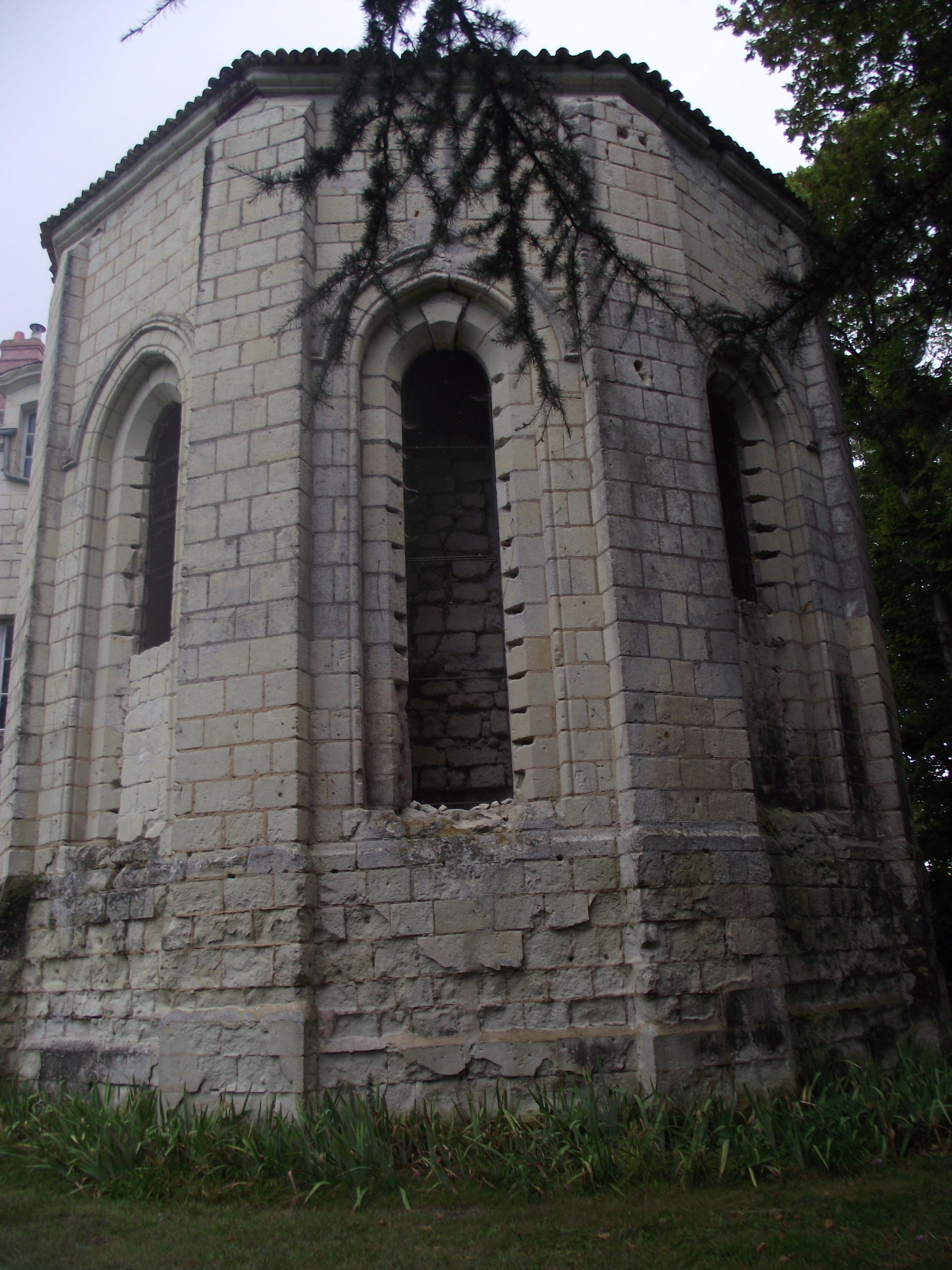
Prioratskirche von Breuil-Bellay

## Weinbau
Die Reben in der Gemeinde gehören zum Weinbaugebiet Anjou.

## Persönlichkeiten
- Jean de La Brète (1858–1945), Schriftstellerin (in Breuil-Bellay gestorben)